# Abraham Nottebohm

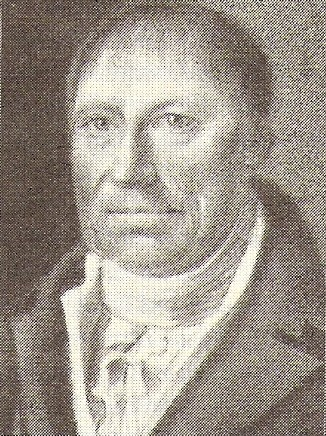
Abraham Nottebohm

Johann Abraham Nottebohm (* 25. August 1748 in Lippstadt; † 7. August 1814 in Brackwede) war ein deutscher Großkaufmann und Betreiber eines Kupferhammers.

## Leben
Nottebohm war Sohn des Arztes und kurmainzerischen Leib-Medicus Johann Dietrich Nottebohm (1685–1758) und besuchte die französische Handelsschule Gardelange in Hanau. Anschließend machte er eine kaufmännische Ausbildung beim Bankhaus Metzler in Frankfurt am Main. Danach arbeitete er als Angestellter in den Niederlanden. Mit einem weiteren Teilhaber machte er sich selbstständig und gründete das Handelshaus Jahn Kruse & Co. mit Sitz in Amsterdam.
Im Jahr 1773 heiratete er Johanna Eleonore (1754–1823), die Tochter des Kupferindustriellen Johann Theodor Möller (1705–1763). Mit dieser hatte er drei Söhne. Abraham (1783–1866) war Kaufmann in Rotterdam, Wilhelm (1787–1871) war dänischer Generalkonsul und Carl Ludwig (1798–1870) war Kaufmann in Hamburg. Nottebohm wurde Großvater des späteren evangelischen Pfarrers, Dompredigers und Generalsuperintendenten Theodor Nottebohm (1850–1931), dessen Vater Carl Ludwig Nottebohm war.. Seine in Brackwede geborene Tochter Juliane Adriana Amalie (1779–1855) heiratete am 26. Juni 1799 in Bielefeld Carl Johann Franz Jacobi (1772–1836), den preußischen Kriegsrat und Enkel des Bochumer Bürgermeisters Johann Conrad Jacobi; einer ihrer Söhne war der Berliner Jurist und Schriftsteller Otto Jacobi.
Nach dem Tod Möllers übernahm Nottebohm auch die Leitung des Kupferhammers bei Brackwede. Er hatte auch die Mehrheit der Anteile inne. Die Familie lebte allerdings zunächst weiterhin überwiegend in Amsterdam. Der Kupferhammer war wenig rentabel, daher machte der Großhandel den wichtigsten Teil von Nottebohms Geschäftstätigkeit aus. Er handelte mit Waren aller Art, aber insbesondere mit Leinen aus Bielefeld. Seine Geschäftsbeziehungen reichten bis Nordamerika und Asien. Außerdem begann Nottebohm seit 1780, Kupfer und raffinierten Zucker aus England einzuführen. In der internationalen Geschäftswelt war Nottebohm hoch angesehen und galt als kreditwürdig. Er begann auch ins Bankgeschäft einzusteigen und vergab Kredite an die Bevölkerung rund um Bielefeld. Seine Anteile am Kupferhammer verkaufte er 1806 an seinen Schwager und Schwiegersohn Theodor Adolf Möller (1762–1847). Er konzentrierte sich auf den Handel mit dem Orient und Österreich.
Nottebohm verfügte in der Region um Brackwede über ein hohes Ansehen. Während der Zeit des Königreichs Westphalen war er daher von 1808 bis 1811 Mitglied des Wahlkollegiums des Departements der Weser und als Grundbesitzer zwischen 1808 und 1813 Mitglied der Reichsstände des Königreichs Westphalen.